# Halové mistrovství České republiky v atletice 2004
Halové mistrovství ČR v atletice 2004 se uskutečnilo ve dnech 21.–22. března 2004 v Praze.

## Medailisté

### Muži
| Soutěž                         | Zlato                                                      | Stříbro                                                           | Bronz                                                        |
| 60 m                           | Martin Břeň 6.71                                           | Lukáš Milo 6.78                                                   | Jan Kritzbach 6.85                                           |
| 200 m                          | Jiří Vojtík 21.22                                          | Jaroslav Čech 21.55                                               | Rudolf Götz 21.64                                            |
| 400 m                          | Karel Bláha 47.05                                          | Jan Hanzl 48.17                                                   | Václav Bláha 48.40                                           |
| 800 m                          | Jiří Doupovec 1:49.89                                      | Jan Pernica 1:49.92                                               | Stanislav Tábor 1:50.81                                      |
| 1500 m                         | Tomáš Harom 3:51.30                                        | Petr Hubáček 3:51.80                                              | Vladimír Pospíšil 3:52.30                                    |
| 3000 m                         | Michal Šneberger 8:12.59                                   | Milan Fedák 8:18.37                                               | Lubomír Pokorný 8:18.60                                      |
| 60 m př.                       | Jan Čech 7.81                                              | Roman Šebrle 7.84                                                 | Tomáš Dvořák 7.94                                            |
| 4 × 200 m                      | Roman Šebrle Karel Bláha Jaroslav Růža Tomáš Knebl 1:27.04 | Petr Šarapatka Petr Habásko Michal Uhlík Jindřich Šimánek 1:28.20 | Ondřej Benda Vojtěch Šulc Michal Šída Rostislav Šulc 1:29.30 |
| Skok do výšky                  | Tomáš Janků 2.26                                           | Svatoslav Ton 2.23                                                | Jan Janků 2.20                                               |
| Skok o tyči                    | Adam Ptáček 5.40                                           | Rudolf Haraksim 5.30                                              | Aleš Hončl 5.30                                              |
| Skok daleký                    | Petr Lampart 7.67                                          | Štěpán Wagner 7.52                                                | Tomáš Pour 7.51                                              |
| Trojskok                       | Jan Marcis 14.98                                           | Václav Ciminga 14.92                                              | Libor Kantor 14.80                                           |
| Vrh koulí                      | Antonín Žalský 18.27                                       | Michal Oertelt 17.18                                              | Jan Tylče 16.71                                              |
| Sedmiboj Praha 27. – 28.2.2004 | Pavel Havlíček 5614 bodů                                   | Aleš Hončl 5413 bodů                                              | Vít Zákoucký 5312 bodů                                       |

### Ženy
| Soutěž                        | Zlato                                                                  | Stříbro                                                          | Bronz                                                                       |
| 60 m                          | Hana Benešová 7.39                                                     | Lenka Ficková 7.51                                               | Štěpánka Klapáčová 7.54                                                     |
| 200 m                         | Hana Benešová 23.61                                                    | Kristina Bažatová 24.40                                          | Lenka Ostravská 24.72                                                       |
| 400 m                         | Jitka Bartoničková 55.26                                               | Zuzana Bergrová 55.30                                            | Michaela Rinková 55.74                                                      |
| 800 m                         | Andrea Šuldesová 2:03.39                                               | Petra Lochmanová 2:05.43                                         | Eva Šebrlová 2:08.54                                                        |
| 1500 m                        | Marcela Lustigová 4:36.62                                              | Simona Vrzalová 4:37.53                                          | Lucie Křížová 4:39.44                                                       |
| 3000 m                        | Lucie Müllerová 9:37.66                                                | Kateřina Šobáňová 9:54.21                                        | Hana Haroková 10:15.67                                                      |
| 60 m př.                      | Lucie Martincová 8.07                                                  | Lenka Ostravská 8.43                                             | Petra Seidlová 8.47                                                         |
| 4 × 200 m                     | Lenka Ostravská Martina Morawska Zuzana Bergrová Hana Benešová 1:40.51 | Aneta Pecnová Jana Nováková Lenka Šolcová Jana Polívková 1:41.99 | Iveta Mazáčová Kristýna Kokojanová Lenka Brázdilová Lenka Švábíková 1:43.39 |
| Skok do výšky                 | Barbora Laláková 1.89                                                  | Iva Straková 1.86                                                | Romana Dubnova 1.83 Zuzana Hlavoňová 1.83                                   |
| Skok o tyči                   | Kateřina Baďurová 4.30                                                 | Jiřina Ptáčníková 4.10                                           | Michaela Boulová 3.80                                                       |
| Skok daleký                   | Denisa Ščerbová 6.61                                                   | Martina Darmovzalová 6.29                                        | Lucie Komrsková 6.21                                                        |
| Trojskok                      | Šárka Kašpárková 14.04                                                 | Martina Darmovzalová 13.59                                       | Gabriela Vaculová 12.79                                                     |
| Vrh koulí                     | Klára Chytrá 14.36                                                     | Jitka Svatošová 14.11                                            | Lenka Ledvinová 13.77                                                       |
| Pětiboj Praha 27. – 28.2.2004 | Petra Šindelářová 3890 bodů                                            | Renata Horáková 3798 bodů                                        | Natálie Fričová 3556 bodů                                                   |